# Томас Сандстрем
Томас Сандстрем (швед. Tomas Sandström; 4 вересня 1964, м. Пієтарсаарі, Швеція) — шведський хокеїст, правий нападник. 
Вихованець хокейної школи ХК «Фагерста». Виступав за «Брюнес» (Євле), «Нью-Йорк Рейнджерс», «Лос-Анджелес Кінгс», «Піттсбург Пінгвінс», ХК «Мальме», «Детройт Ред-Вінгс», «Анагайм Дакс».
В чемпіонатах НХЛ — 983 матчі (394+463), у турнірах Кубка Стенлі — 139 матчів (32+49). В чемпіонатах Швеції — 211 матчів (94+58), у плей-оф — 19 матчів (6+6).
У складі національної збірної Швеції учасник зимових Олімпійських ігор 1984 і 1998 (11 матчів, 2+2), учасник чемпіонатів світу 1985, 1987 і 1989 (28 матчів, 11+15), учасник Кубка Канади 1984 і 1991 (14 матчів, 2+3). У складі молодіжної збірної Швеції учасник чемпіонатів світу 1983 і 1984. У складі юніорської збірної Швеції учасник чемпіонату Європи 1982.
Досягнення
- Бронзовий призер зимових Олімпійських ігор (1984)
- Чемпіон світу (1987)
- Володар Кубка Стенлі (1997), фіналіст (1994)
- Фіналіст Кубка Канади (1984)
- Переможець юніорського чемпіонату Європи (1982).